# Kaffeklubben
La isla de Kaffeklubben (en danés: Kaffeklubben Ø, lit. 'isla del Club de Café') es una pequeña isla que se encuentra cerca de la costa noroeste de Groenlandia y está considerada como la porción de tierra más septentrional del planeta. Su distancia al polo norte son 707,4 km calculada por su latitud, cada grado de latitud cerca del polo son 111,4 km.

## Historia

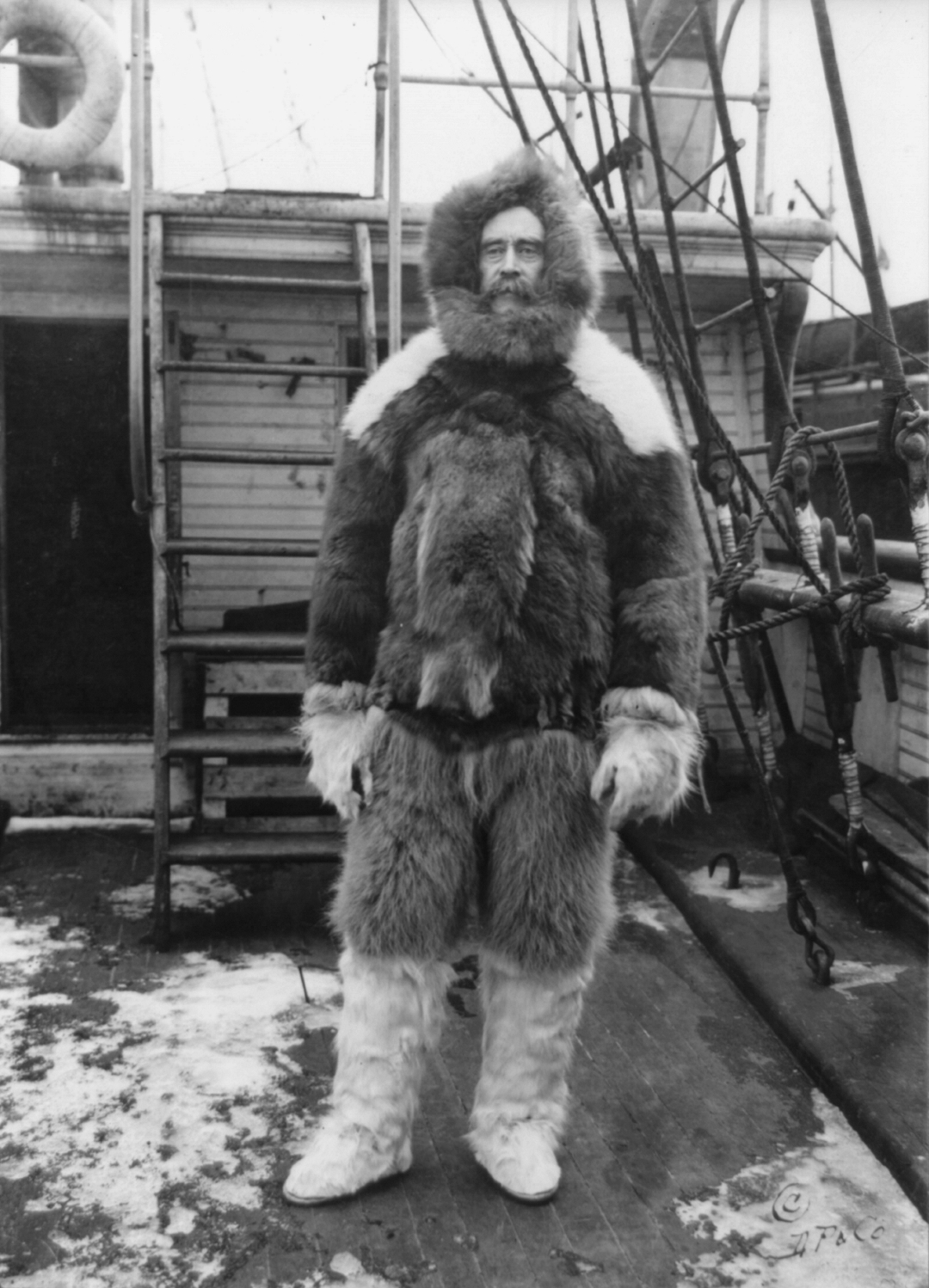
Robert Edwin Peary

La isla fue descubierta por Robert Peary en 1900 y tiene cerca de 1 km de longitud, y está 37 km al este del cabo Morris Jesup, en Groenlandia. El primer hombre que la visitó fue el explorador danés Lauge Koch en 1921, que le puso su nombre en referencia al club de café del museo de mineralogía de Copenhague. En 1969 un equipo canadiense calculó que su punta más septentrional se encuentra 750 m más al norte que el cabo Morris Jesup, por lo que ostenta el registro de tierra más septentrional del mundo.
Desde entonces se han encontrado varios bancos de arena más al norte, en especial uno llamado Oodaaq, aunque existe un debate sobre si Oodaaq o los otros bancos de arena deben ser considerados como tierra emergida ya que no son permanentes y los bloques de hielo los ocultan en ocasiones, mientras que en otras quedan sumergidos bajo el océano.